# Nowshahr
Nowshahr (persiska: نوشهر), även Bandar-e Nowshahr (بندر نوشهر), är en stad i provinsen Mazandaran i norra Iran, vid Kaspiska havets kust. Staden har cirka 50 000 invånare. Den är administrativt centrum för delprovinsen (shahrestan) Nowshahr.
Den jämstora staden Chalus är belägen endast en halvmil västerut.